# Michael Dingsdag
Michael Dingsdag (ur. 18 października 1982 w Amsterdamie) – holenderski piłkarz występujący na pozycji środkowego obrońcy lub defensywnego pomocnika.

## Kariera klubowa
Michael Dingsdag zawodową karierę rozpoczął w 2001 w Vitesse Arnhem. W Eredivisie zadebiutował 14 października podczas przegranego 0:1 meczu z NEC Nijmegen. W sezonie 2001/2002 rozegrał łącznie trzy ligowe spotkania, razem ze swoją drużyną zajął piąte miejsce w tabeli Eredivisie i wywalczył awans do Pucharu UEFA. W pierwszej rundzie Vitesse wyeliminowało Rapid Bukareszt wygrywając z nim w dwumeczu 2:1. W drugiej rundzie holenderski klub zwyciężył z Werderem Brema, z którym najpierw wygrał 2:1, a następnie zremisował 3:3. Vitesse z rozgrywek Pucharu UEFA zostało wyeliminowane w trzeciej rundzie przez Liverpool, z którym dwukrotnie przegrało 0:1. Podczas sezonów 2002/2003 i 2003/2004 Dingsdag pełnił w swojej drużynie rolę rezerwowego. Miejsce w podstawowym składzie wywalczył sobie w sezonie 2004/2005, kiedy to wystąpił w 30 ligowych pojedynkach. Łącznie przez pięć lat spędzonych w Arnhem Dingsdag rozegrał 90 spotkań w Eredivisie i strzelił trzy bramki.
Latem 2006 Dingsdag podpisał kontrakt z Heerenveen. Ligowy debiut w barwach nowego klubu zanotował 19 sierpnia podczas zwycięskiego 3:2 pojedynku z ADO Den Haag. W sezonie 2006/2007 Holender wystąpił we wszystkich 34 meczach ligowych w wyjściowym składzie i razem ze swoim zespołem zajął w końcowej tabeli piąte miejsce. 24 listopada 2007 Dingsdag strzelił swojego pierwszego gola dla Heerenveen w przegranym 2:3 spotkaniu z De Graafschap, a "Duma Fryzji" w Eredivisie ponownie uplasowała się na piątej lokacie. Od początku rozgrywek 2008/2009 holenderski gracz w linii obrony swojego sezonu występował najczęściej z takimi zawodnikami jak Kristian Bak Nielsen, Michel Breuer, Goran Popow oraz Calvin Jong-a-Pin.
W letnim okienku transferowym 2010 Dingsdag przeszedł do szwajcarskiego Sionu. W 2013 roku trafił do Grasshoppers Zurych. W 2015 przeszedł do NAC Breda. W 2016 roku zakończył tam karierę.
| Rozgrywki          | Kraj       | Poziom | Mecze | Bramki |
| ------------------ | ---------- | ------ | ----- | ------ |
| Eredivisie         | Holandia   | I      | 207   | 5      |
| Swiss Super League | Szwajcaria | I      | 143   | 3      |
| Eerste divisie     | Holandia   | II     | 22    | 0      |